# Paul Deribéré-Desgardes
Paul Deribéré-Desgardes est un homme politique français né le 28 octobre 1848 à Saint-Gaultier (Indre) et décédé le 24 août 1924 à Tours (Indre-et-Loire).

## Biographie
D'abord avocat à Paris, il est ensuite clerc dans une étude d'avoué puis entre dans la magistrature. 
Il est juge à Guéret, puis substitut à Paris, juge suppléant à Beauvais, substitut à Loudun, puis à Guéret et enfin, procureur à Château-Gontier, à Mayenne et à Laval, de 1882 à 1898.
Il s’est allié avec les familles Pommerais et Chrétien, qui ont l'une et l'autre de grandes propriétés agricoles dans les arrondissements de Laval et de Mayenne.
Il est présenté par le Comité Républicain aux Élections législatives de 1898 dans la Mayenne, à la suite du décès de Lucien Chaulin-Servinière. Il est député de la Mayenne de 1898 à 1906, inscrit au groupe des Républicains progressistes. Il est réélu aux Élections législatives de 1902.
Battu aux Élections législatives de 1906 dans la Mayenne, il réintègre la magistrature, au sein du tribunal de la Seine, puis comme président du tribunal des dommages de guerre.

## Distinctions
- Officier d'académie.

## Sources